# Pierric
Pierric település Franciaországban, Loire-Atlantique megyében. Lakosainak száma 1011 fő (2022. január 1.). Pierric Grand-Fougeray, Langon, Sainte-Anne-sur-Vilaine, Conquereuil, Derval és Guémené-Penfao községekkel határos.

## Népesség
A település népességének változása:
| Lakosok száma | 896  | 816  | 781  | 883  | 976  | 981  | 976  | 990  | 997  | 1011 |
|               | 1968 | 1982 | 1990 | 2006 | 2013 | 2015 | 2017 | 2019 | 2020 | 2022 |